# كانديس مككلور
كانديس مككلور (بالإنجليزية: Kandyse McClure)‏ هي ممثلة كندية جنوب أفريقية ولدت في يوم 22 مارس 1980 في مدينة دربان في جنوب أفريقيا، مثلت في عدة أفلام ومسلسلات منها مسلسل باتل ستار غالاكتيكا ومسلسل هيملوك غروف.

## روابط خارجية
- كانديس مككلور على موقع IMDb (الإنجليزية)
- كانديس مككلور على موقع ألو سيني (الفرنسية)
- كانديس مككلور على موقع أول موفي (الإنجليزية)
- كانديس مككلور على موقع قاعدة بيانات الفيلم (الإنجليزية)
- كانديس مككلور على موقع كينوبويسك (الروسية)